# Oekingen
Oekingen is een gemeente en plaats in het Zwitserse kanton Solothurn en maakt deel uit van het district Wasseramt.

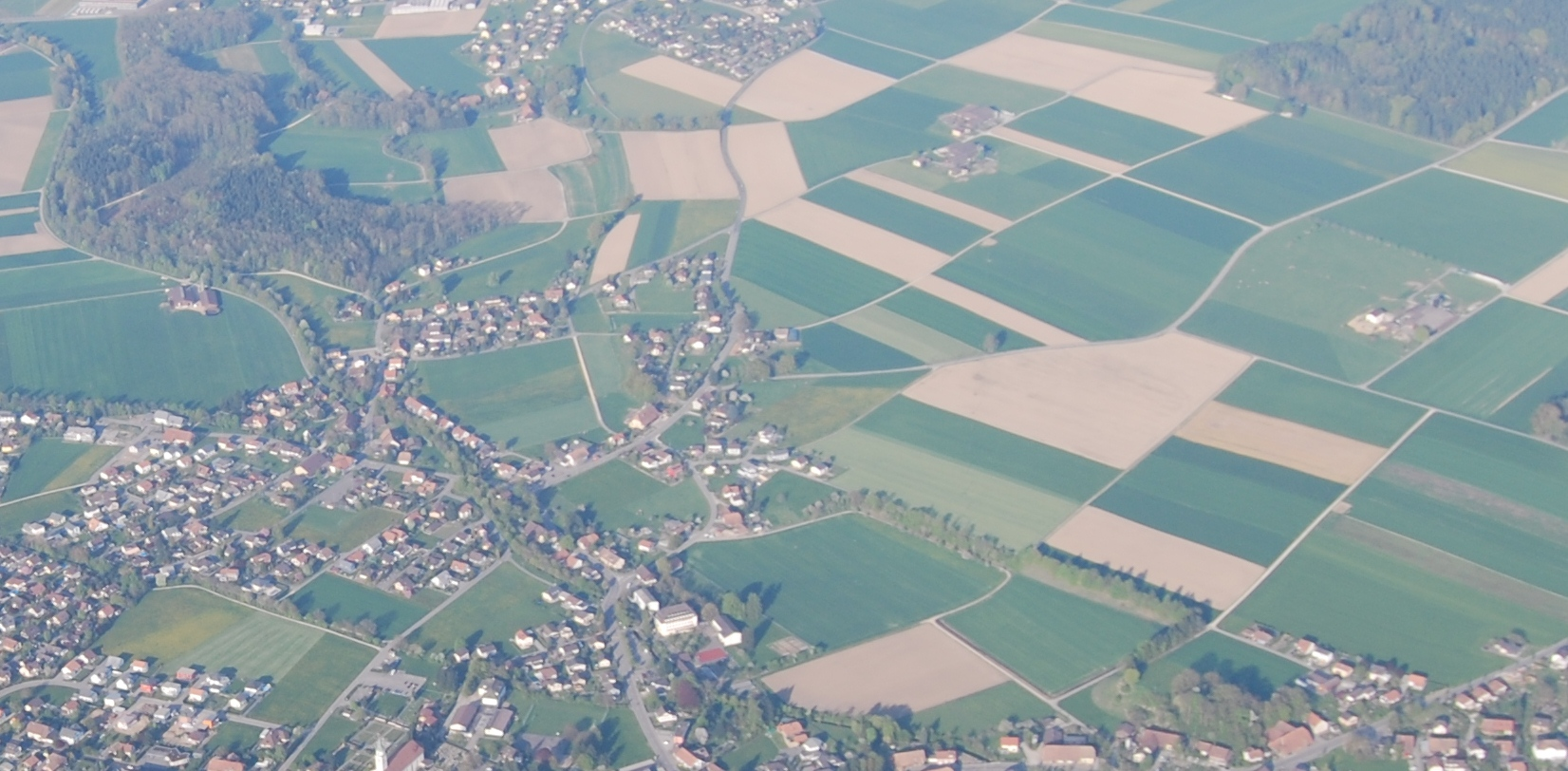
Oekingen

Oekingen telt 697 inwoners.